# Manuel Murillo Toro
Manuel Murillo Toro (Chaparral, 1 de janeiro de 1816 – Bogotá, 26 de dezembro de 1880) foi um diplomata e político colombiano. Ocupou o cargo de presidente de seu país em duas ocasiões: pela primeira vez, entre 1 de abril de 1864 e 1 de abril de 1866; a segunda ocorreu de 1 de abril de 1872 a 1 de abril de 1874.